# Rio Angerman
Angerman  (em sueco: Ångermanälven;  PRONÚNCIA); em latim: Angermanus Fluvius) é o maior rio da Ångermanland e um dos rios de maior vazão da Norlândia, na Suécia. Nasce em duas fontes, uma na Noruega e outra na Lapónia, atravessa a Jämtland e a Ångermanland, e deságua no mar Báltico, a norte da cidade de Härnösand. Tem extensão de 460/462,9 quilômetros e é atravessado por 32 barragens. Possui um bacia hidrográfica de 31 865 quilômetros quadrados e sua vazão varia em diferentes pontos de seu curso.